# Marder II
Marder II (niem. kuna), pełna nazwa: 7,5 cm PaK 40/2 auf Fahrgestell PzKpfw II (Sf) – (Sd.Kfz.131) lub 7,62 cm PaK 36(r) auf Fahrgestell PzKpfw II D/E (Sf) – (Sd.Kfz.132) – niemiecki niszczyciel czołgów z okresu II wojny światowej uzbrojony w armatę przeciwpancerną 7,5 cm PaK 40/2 L/46 lub w armatę przeciwpancerną 7,62 cm PaK 36(r) i budowany na podwoziu niemieckiego czołgu lekkiego PzKpfw II.

## Historia
Po rozpoczęciu operacji Barbarossa i po pojawieniu się w większej liczbie czołgów sowieckich T-34 i KW-1, już pod koniec 1941 roku wojska niemieckie zaczęły odczuwać brak mobilnej i skutecznej broni przeciwpancernej – holowane działa przeciwpancerne były zbyt mało mobilne, a istniejące niszczyciele czołgów typu Panzerjäger I nie były wystarczająco silnie uzbrojone.
Jako rozwiązanie tymczasowe zdecydowano się na użycie przestarzałych (PzKpfw II) lub zdobycznych (Lorraine 37L) (zobacz Marder I) konstrukcji jako podwozi do nowych pojazdów które zostały uzbrojone w niemieckie armaty przeciwpancerne 7,5 cm PaK 40 lub zdobyczne sowieckie działa typu 76,2 mm F-22 Model 1936.

## Nazewnictwo
Podobnie jak w przypadku innych niemieckich dział samobieżnych, oficjalne nazewnictwo pojazdów Marder było skomplikowane, zmienne i niekonsekwentne, co prowadzi do rozbieżności w publikacjach. Nazwa Marder II dla obu wzorów niszczycieli czołgów opartych na podwoziach czołgu PzKpfw II została zasugerowana dopiero 29 listopada 1943 roku przez Adolfa Hitlera. Została ona zaaprobowana jako oficjalna przez Generalnego Inspektora Wojsk Pancernych Guderiana 15 września 1944 roku dla pojazdu z działem Pak 40 (należy zauważyć, że w tym okresie mogły przetrwać już nieliczne pojazdy z działem Pak 36).
Pierwotnie w dokumentach używane były niejednolicie różne formy oznaczeń opisowych, przede wszystkim podane niżej oraz ich wariacje:
- model z armatą Pak 40:
  - 7,5 cm Pak 40 auf Fahrgestell PzKpfw II („7,5 cm Pak [armata przeciwpancerna] 40 na podwoziu PzKpfw [czołgu] II”) (1942)[2]
  - 7,5 cm Pak 40/2 auf Sfl.II („7,5 cm Pak 40/2 na samobieżnej lawecie II”) (1942/43)[2]
  - Panzerjäger II für 7,5 cm Pak 40/2 (Sd.Kfz.131) („Niszczyciel czołgów II dla 7,5 cm armaty przeciwpancernej 40/2 (Sd.Kfz. [specjalny wóz bojowy] 131)”) (1943/44)[2]
- model z armatą Pak 36(r):
  - 7,62 cm Pak 36(r) auf PzKpfw II („7,62 cm Pak [armata przeciwpancerna] 36(rosyjska) na podwoziu PzKpfw [czołgu] II”) (1942)[3]
  - Pz.Sfl.I für 7,62 cm Pak 36 („Opancerzona laweta I dla 7,62 cm Pak 36”) (1942)[3]
  - Panzerjäger II für 7,62 cm Pak 36 (Sd.Kfz.132) („Niszczyciel czołgów II dla 7,62 cm armaty przeciwpancernej 36 (Sd.Kfz. [specjalny wóz bojowy] 132)”) (1943/44)[3]

## Konstrukcja

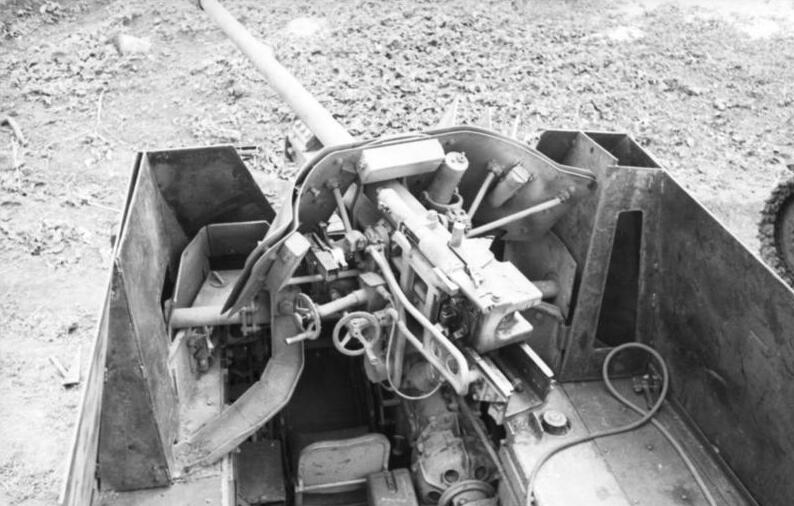
Wnętrze Marder II (Sd.Kfz. 131), ZSRR, Charków

Marder II miał dwie główne wersje. Pierwszą była konstrukcja oparta na podwoziu czołgów PzKpfw II (wersje Ausf.A-C wycofane ze służby oraz nowo budowane wersje Ausf.F), na których zamontowano armatę przeciwpancerną 7,5 cm PaK 40 kalibru 75 mm z zapasem 37 pocisków. Druga wersja bazowała na podwoziu czołgu PzKpfw II Ausf.D/E z zawieszeniem Christiego na którym zamontowano armatę 7,62 cm PaK 36(r) kalibru 76,2 mm z zapasem 30 pocisków. Armata 7,5 cm PaK 40 miała swobodę ruchu 32° w lewą stronę i 25° w prawo oraz od –8° do +10° w pionie a 76,2mm PaK 36(r) mogła przemieszczać się 25° w lewo i prawo oraz od –5° do +16° w pionie. Łącznie od czerwca 1942 do czerwca 1943 zbudowano 576 pojazdy z armatą 75 mm, dodatkowo od lipca 1943 do marca 1944 przebudowano 75 czołgów PzKpfw II, pojazdów z armatą 76,2 mm do 12 maja 1942 roku zbudowano 150, kolejne 60 powstało z przebudowy czołgów Flammpanzer II.
Podobnie jak w przypadku innych pojazdów tego typu, opancerzenie przedziału bojowego było minimalne, załoga nie była w ogóle osłonięta od góry i od tyłu. Oprócz głównego działa, Mardery II uzbrojone były także karabin maszynowy MG 34, nie był on na stałe zamontowany, ale był przewożony jako uzbrojenie osobiste załogi czołgu.

## Inne wersje
Z powodów trudności z zaopatrzeniem w armaty 75 mm powstała bardzo krótka seria pojazdów 5 cm PaK 38 L/60 auf Fahrgestell Panzerkampfwagen II (Sf) bazowana na Marderze II, ale uzbrojona w armatę przeciwpancerną 5 cm PaK 38 L/60 kalibru 50 mm.